# 比較ゲノミクス
比較ゲノミクス（ひかく-、英語Comparative genomics）とは、異なる生物の間でゲノムの構造を比較することにより、それらの進化上の関係、および進化の過程を推定する研究をいう。進化の過程でどのような選択が働いたかを、ゲノム情報に残された痕跡から明らかにしようとするものである。ゲノムプロジェクトの進展によって生まれた新しい分野であり、生物の進化の歴史に関する多くの情報をもたらすものと期待されている。
遺伝子配列の比較により進化系統を明らかにする分子系統解析は20世紀末から盛んに行われているが、これは特定の1種類ないし数種類の遺伝子を対象とする。この方法でかなり確実性の高い系統樹を描くことができるが、このような変化は一般には進化の原因というより結果であって、進化と遺伝子との関係、そして進化の具体的な様相を明らかにするには、多数の遺伝子（さらに遺伝子以外の部分も）について比較を行う比較ゲノミクスの方法が必要である。ゲノム全体の情報量からいって、比較ゲノミクスにはコンピュータの利用が不可欠である。
塩基配列から、遺伝子および機能的に重要なノンコーディング領域を発見する方法は、バイオインフォマティクスの重要なテーマであり、比較ゲノミクスの基盤ともなるが、逆に比較ゲノミクスの進展により、この方法論の研究が促進されている面もある。
比較ゲノミクスでは、異なる生物の遺伝子や調節領域の相同性から、それらに対して選択がどう働いたかが推定される。それらが保存されるような選択が働いたならば配列類似性が高く、変化するように選択されたならば配列類似性は低くなるはずである。また全く選択が働かなかったならば保存されない（中立）。
相同性のある遺伝子は、共通の祖先遺伝子から分化したと推定される。1つの生物にこのような遺伝子が複数（機能的にはある程度異なる）ある場合、このような遺伝子を互いにパラログという。一方、別の生物にあり相同性があって機能的にも対応する遺伝子、つまり種の分化とともに分かれたと考えられる遺伝子の組み合わせをオーソログという。2つの生物種に共通のパラログの組み合わせがあれば、種の分化以前に遺伝子の分化が起きたことになり、これらの関係から、遺伝子の分化と種の分化の時間的関係を推定することが可能である。ただし進化過程での遺伝子の消滅や機能の変化により、オーソログとパラログの区別を誤るなどの可能性があるので、注意が必要である。この点を確実にするためにも、多数の生物種のゲノムを比較することが役立つ。